# Revue historique des Armées
Pour les articles homonymes, voir RHA.
La Revue historique des armées (RHA) est une revue trimestrielle à caractère scientifique. Elle est la revue d'histoire du ministère des Armées ainsi que le vecteur de communication du Service historique de la défense (SHD). Fondée en 1945, elle a été couronnée en 1954 du prix Eugène Carrière par l'Académie française et, en 1981, par l'Académie des sciences morales et politiques.
Elle paraît au rythme de quatre numéros par an.
Elle publie :
- des articles ;
- des dossiers thématiques ;
- des courtes synthèses portant sur la symbolique militaire ;
- des informations relatives aux fonds d’archives conservés par le service ;
- des chroniques bibliographiques ;
- des comptes rendus de travaux universitaires, de colloques ou de toute autre manifestation historique.